# Velikonoční ostrov

Deska Nazca formující podmořské pohoří Sala y Goméz

Velikonoční ostrov (v domorodém jazyce Rapa Nui, španělsky La Isla de Pascua) je ostrov ve východní části Polynésie na jihu Tichého oceánu spravovaný Chile (region Valparaíso). Nachází se 3 600 km západně od pobřeží Jižní Ameriky a 2 075 km východně od ostrova Pitcairn. Má rozlohu 163 km² a obývá jej 7 750 obyvatel (2018).

## Název
Běžný polynéský název ostrova je Rapa Nui (česky Velká země). Přívlastek Velká odlišuje Velikonoční ostrov od jiného ostrova jménem Rapa, již dříve osídleného (a později přejmenovaného na Rapa Iti, tj. Malá země). Jiný název ostrova je Te Pito o Te Henua (Pupek světa). Stejné jméno má kultovní zaoblený magnetický kámen, ležící v blízkosti Ahu Te Pito Kura. Podle rapa-nuiských legend první jméno ostrova bylo Te pito o te kainga a Hau Maka (Malý kus země Hau Maka). Existují další poetická jména např. Mata-ki-Te-rangi, (Oči, které hledí do nebes) nebo Hiti Ai Rangi (Kraj nebes).
Jacob Roggeveen, který ostrov objevil o Velikonoční neděli roku 1722, jej podle dne objevení nazval Velikonočním ostrovem (nizozemsky Paasch Eyland).
Felipe González Ahedo, španělský mořeplavec, který ostrov roku 1770 anektoval pro Španělsko, jej pojmenoval na počest španělského krále Karla III. Isla de San Carlos.
Oficiální španělský název je Isla de Pascua.

## Geografie

mapa ostrova

Velikonoční ostrov je druhý nejodlehlejší obývaný ostrov světa. Jeho nejbližším obývaným sousedem je ostrov Pitcairn, vzdálený 2075 km západním směrem. Pobřeží Chile je vzdáleno 3600 km východně od ostrova. Nejbližším ostrovem je Isla Sala y Gómez, 8 km dlouhý, neobydlený ostrov, tvořící nejvýchodnější bod Polynéského trojúhelníku.
Velikonoční ostrov je zhruba trojúhelníkového tvaru a má plochu 163 km². Délka ostrova je 24 km. Nejvyšším bodem ostrova je vrchol sopky Maunga Terevaka ve výšce 507 m n. m., která je zároveň 12. nejizolovanější horou světa. V okolí ostrova se nachází několik menších ostrůvků. U jihozápadního výběžku ostrova jsou to ostrůvky Motu Iti, Matu Kau Kau a Motu Nui. Západně od ostrova se nalézá ostrůvek Motu Tautara a v blízkosti poloostrova Poike pak ostrůvek Motu Marotiri.
Celkem se v okolí nachází 15 ostrůvků do vzdálenosti 1,5 km od ostrova.
Na Velikonočním ostrově nejsou žádné stálé vodní toky. Jsou zde však tři sladkovodní kráterová jezera: Rano Kau, Rano Raraku a Rano Aroi.

## Geologie a morfologie
Velikonoční ostrov je vulkanického původu. Je tvořen třemi sopkami: Maunga Terevaka, která tvoří největší část tělesa ostrova, Poike, tvořící východní poloostrov a Rano Kau, formující jihozápadní výběžek ostrova. Tyto tři sopky se v průběhu geologických procesů spojily lávovými toky a dnes určují zhruba trojúhelníkový tvar ostrova. Na ostrově je dále množství menších, pobočných sopečných kuželů; jen sopka Teravaka jich má více než 100. Dva z nich: Rano Raraku a Puna Pau se v době osídlení polynéským obyvatelstvem staly významnými lomy. Lávové toky vytvořily na ostrově množství jeskyní. Stejně jako celý Velikonoční ostrov, také přilehlé ostrůvky Motu Nui jsou vrcholky sopky, která od mořského dna dosahuje výšky více než 2 km. Jsou součástí podmořského pohoří Sala y Goméz, které je vymezeno podmořskými horami Poike a Moai, nalézajícími se západně od Velikonočního ostrova, a horou Nazca, která vymezuje pohoří Sala y Goméz na východě. Hory Pukao, Moai i Velikonoční ostrov se formovaly do dnešní podoby během uplynulých 750 000 let. Poslední vulkanická erupce proběhla zhruba před 100 000 lety. Celé pohoří Sala y Gómez vzniklo pohybem podmořské desky Nazca, která se přesunula přes Velikonoční horkou skvrnu.. V dnešní době je Velikonoční ostrov sopečně neaktivní.

## Klimatické podmínky

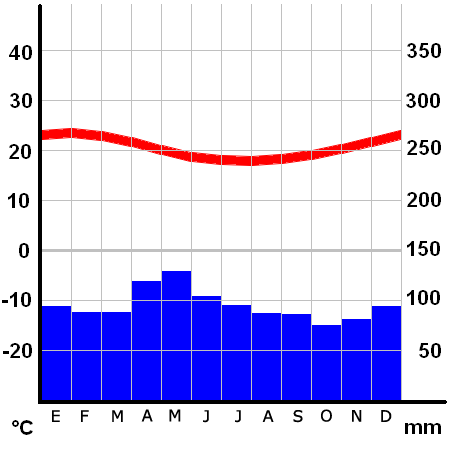
Průměrná teplota (červeně) a průměrné dešťové srážky na ostrově(modře)

Podnebí na ostrově je teplé, subtropické. Roční období jsou jen málo výrazná. Na ostrově vanou silné pasátové větry. Průměrná roční teplota se pohybuje okolo 21 °C. Nejstudenější měsíce jsou červenec a srpen s průměrnou teplotou 19 °C, nejteplejší jsou leden až březen s průměrnými teplotami 23 °C. Roční dešťové srážky jsou v průměru 1150 mm. Duben a květen jsou měsíce nejbohatší na srážky s průměrnými měsíčními hodnotami okolo 130 mm.

## Flóra
Ve srovnání s jinými tichomořskými ostrovy má Velikonoční ostrov jen malou druhovou rozmanitost rostlin. Nachází se zde jen okolo 30 druhů původních semenných rostlin. Tato druhová chudost je způsobena tím, že ostrov nebyl v geologických dobách nikdy spojen s větší pevninou a podílí se na ní také extrémní odlehlost od jiných území, pokrytých vegetací. Semena rostlin mohla být na ostrov zanesena v době před příchodem člověka jen ptáky, větry či oceánskými proudy. Převážná část zanesených semen měla původ v jihovýchodní Asii a na Velikonoční ostrov se dostala cestou přes Polynésii. Pouze malá část byla původem z Jižní Ameriky.

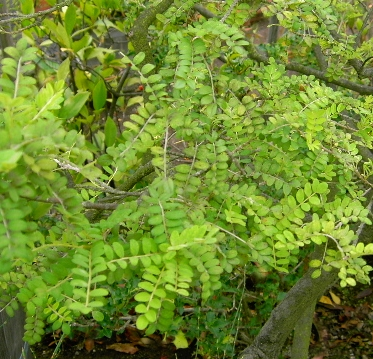
Toromiro (Sophora toromiro)

### Původní flóra
Archeobotanické nálezy dokládají, že ostrov měl kdysi hustý palmový porost druhu Paschalococos disperta, blízce příbuzného chilské palmě Jubaea chilensis.[zdroj?]
K původní vegetaci ostrova patřil endemický strom toromiro (Sophora toromiro), z čeledi bobovité. Jeho tvrdé a jemně pórovité dřevo sloužilo původnímu obyvatelstvu především k řezbářským pracím. Toromiro ve volné přírodě již vyhynul, avšak několik jedinců přežívá v několika botanických zahradách. Pokusy o znovuvysazení Toromira na Velikonočním ostrově skončily neúspěšně.[zdroj?]
Typickou původní rostlinou Velikonočního ostrova je totora (Scirpus riparius, Scirpius californicus), rákosí, které se na ostrově vyskytovalo již před více než 30 000 lety. Totora se hojně vyskytuje v kráterových jezerech. Domorodci rákosí využívali k rozmanitým účelům, například ke stavbě domů (s typickým půdorysem ve tvaru lodi) nebo pro zhotovování malých člunů.
Výrazným jevem je nepatrné zastoupení kapradin na ostrově. Dosud bylo objeveno pouze 15 druhů, čtyři z nich jsou endemické. Ve srovnání s jinými ostrovy Tichomoří např. s Markézami, kde se nachází 27 čeledí, 55 rodů a 117 druhů kapradin , je tento počet velmi malý.
Další původní rostlinou, která se na ostrově vyskytuje již jen v několika exemplářích je keř Triumfetta semitriloba z čeledi slézovité (Malvaceae), který na ostrově rostl již před 35 000 lety. Kůra tohoto keře obsahuje vlákna, ze kterých obyvatelstvo vyrábělo rybářské sítě.

### Změny vegetace v době osídlení ostrova

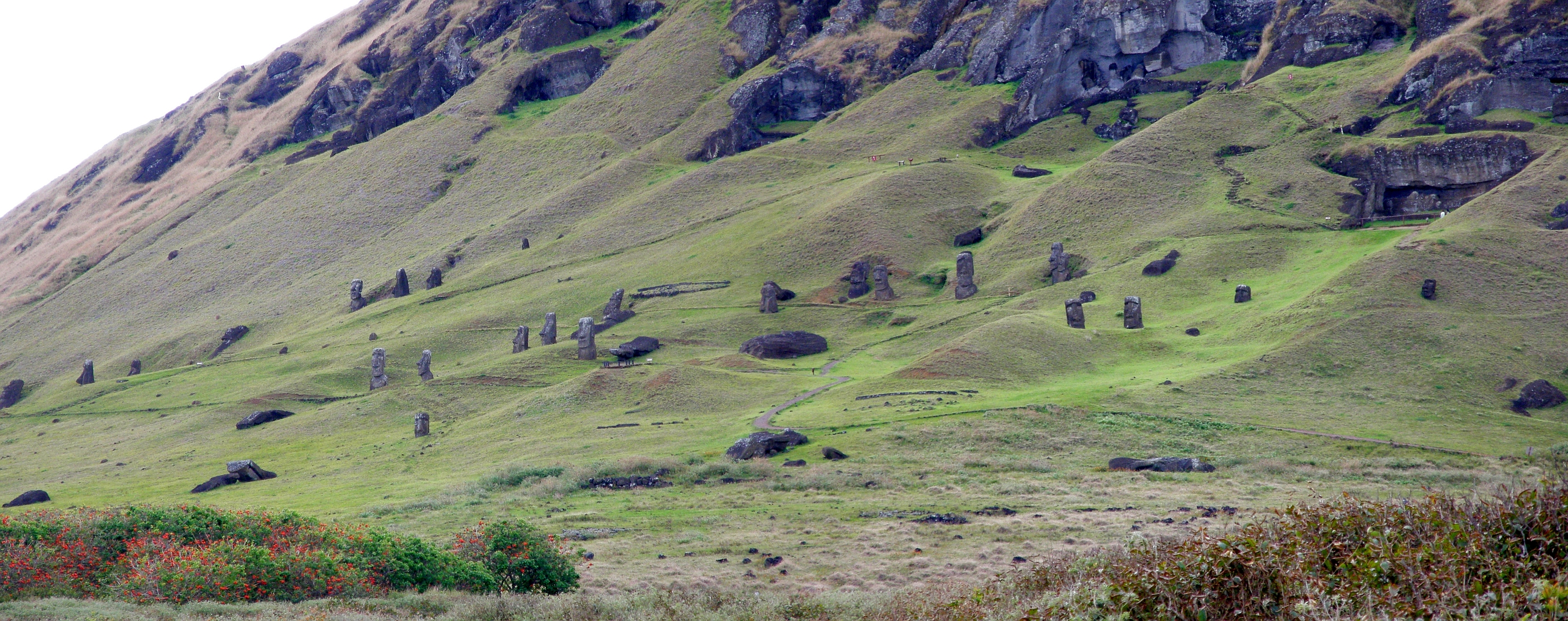
Odlesněná krajina Velikonočního ostrova

Množství rostlinných druhů bylo na ostrov dopraveno až lidmi. Právě první polynéští přistěhovalci přivezli na Velikonoční ostrov různé plodiny. O tom se dovídáme i z legendy o Hotu Matuovi, prvním legendárním náčelníku Velikonočního ostrova. Jak dokládají zprávy evropských objevitelů Roggeveena a Forstera, nalezli tito mořeplavci na ostrově různé plodiny, např. Broussonetia papyrifera, batáty, jamy nebo taro (Colocasia esculenta).
Dnešní převládající vegetace neodpovídá původní. Je výsledkem výrazných lidských zásahů do ekosystému.
Pyly nalezené ve vzorcích usazenin kráterových jezer, zejména z Rano Kau, dokazují, že od roku 1010 (± 70) let probíhalo na ostrově v dlouhém časovém období masivní odlesnění. Podle odhadu bylo v tomto období pokáceno více než 10 milionů palem. Úbytek palmového porostu pak byl příčinou vysychání a rozsáhlé větrné eroze povrchu ostrova, což v důsledcích vedlo k rychlému poklesu populace.
V dnešní době na ostrově převládají rozsáhlá travnatá území. Nejčastější čeledí travin jsou lipnicovité (Poaceae) (na ostrově zastoupena čtyřmi druhy) a šáchorovité (Cyperaceae). Další přítomnou čeledí jsou hvězdnicovité (Asteraceae), zastoupené výhradně antropochorickými druhy.
Kromě velké oblasti na jihozápadě je po ostrově rozšířena importovaná kvajáva hrušková (Psidium guajava). Na ostrově se provádí zalesňování blahovičníky (Eukalypus). U pláže Anakena je nepůvodní palmový háj kokosových palem. Jako užitkové plodiny se pro vlastní spotřebu pěstují brambory, taro, jamy, cukrová třtina a také tropické ovoce.

## Fauna

### Savci
Před příchodem prvních mořeplavců na ostrově nežili žádní savci. Polynésané přivezli na ostrov domácí chovná zvířata a nechtěně i krysy. V jedné z rapa-nuiských legend se hovoří o tom, že první tichomořští kolonisté nalezli na ostrově koze podobné zvíře, které později mělo šest mláďat. Pravděpodobně tomu tak však nebylo – nebyly nalezeny žádné zvířecí pozůstatky z té doby a nebyla nalezena ani žádná výtvarná ztvárnění zvířat na pohřebních kresbách nebo petroglyfech.
Francouzský mořeplavec La Pérouse nalezl roku 1785 ostrovany bez jakýchkoliv domácích zvířat. V polovině 19. století byla převážná část ostrova pronajata soukromé firmě jako pastva. Salmon & Brander měli na ostrově 18 000 ovcí. Spásání travnatého porostu bylo po odlesnění druhým faktorem, který významně podpořil větrnou erozi na ostrově.
V současnosti je vedle hospodářských zvířat – skotu, ovcí a prasat na ostrově chováno množství koní.

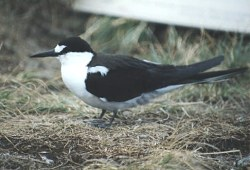
Rybák černohřbetý hrál důležitou roli v Kultu Ptačího muže.

### Ptáci

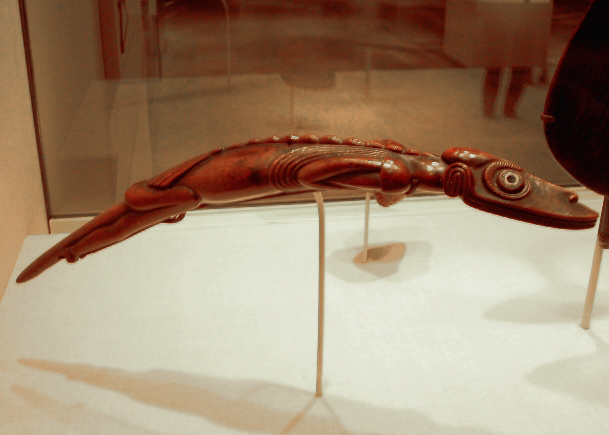
Dřevořezba Moka (Ablepharus boutonii) s antropomorfními rysy, Metropolitan Museum New York City

Ze zpěvného ptactva dnes obývá oblast kolem kráterových jezer množství dijuk obecných (Diuca diuca) a vrabců (Passer domesticus). Dále se na ostrově vyskytuje čimango šedonohý (Milvago chimango) a tinama koroptví (Nothoprocta perdicaria). Mořských ptáků se na ostrově vyskytuje okolo 25 druhů, především rackové, buřňáci, faeton červenoocasý (Phaethon rubricauda) a zvláště pak rybák černohřbetý (Sterna fuscata), který v historii ostrova sehrál důležitou kultovní roli.

### Ryby
V okolí ostrova se vyskytuje okolo 140 druhů ryb, z toho přes padesát pobřežních. Z velkých ryb se v okolí vyskytují tuňáci, žraloci, menší jsou pak zastoupeny v čeledích Labridae (13 druhů), Muraenidae (7 druhů), Chaetodontidae (7 druhů) a Holocentridae (6 druhů) Mořské ryby byly nejdůležitějším prvkem obživy domorodého obyvatelstva. Doloženo je používání sítí a háčků pro lov ryb.

### Plazi a obojživelníci
Na ostrově nejsou žádní hadi. Severní část ostrova v oblasti Anakena je oblastí výskytu a kladení vajec mořských želv. Na ostrově se vyskytují dva autochtonní druhy plazů: gekon Moko uru-uru kaha (Lepidodactylus lugubris) a scink Moko Uriuri (Ablepharus boutoni).

## Historie

### Původní stav ostrova
Když na Rapa Nui připluli první Polynésané (snad kolem 900 n. l. nebo i dříve), našli ostrov pokrytý subtropickým listnatým lesem a s nejbohatším hnízdištěm mořských ptáků v celém Pacifiku. Půda byla sopečného původu, tedy velmi úrodná, ale deště zde nebyly tak časté jako na jiných polynéských ostrovech. Novým usedlíkům, kteří s sebou přivezli jen slepice (a nechtěně i krysy jakožto černé pasažéry), se tu dařilo, a život byl celkem bezpracný. Jejich původní potrava pocházela hlavně ze zahrádek, ptactva (mořského i pozemního), krys, ryb a oblíbených delfínů, které bylo možno lovit s pomocí velkých kánoí na otevřeném moři.
Lesy byly plné vysokých palem, příbuzných chilským palmám vínovým (Jubaea chilensis, dosahujících výšky 18 m a téměř 2 m v průměru). Tyto palmy poskytovaly ideální kmeny na stavbu kánoí a později na transport soch, kromě jedlých ořechů a sladkého sirupu. Také stromové astry (tree daisies), moruše, stromy toromiro a hauhau (příbuzné lípě, ze kterých vyráběli silné provazy) a malé druhy palem rostly v hojnosti, tvoříce baldachýn nad keři, bylinami, kapradinami a travou.

### Osídlení polynéským obyvatelstvem
Ostrov byl osídlen polynéským obyvatelstvem snad již v polovině 1. tisíciletí. Podle ústních legend, zaznamenaných tahitským biskupem Tepano Jaussenem, místem přistání dvou kánoí prvních polynéských osadníků, vedených Hotu Matu'ou, byla pláž Anakena. Veliké kánoe přivezly údajně 300 - 400 lidí z ostrovů Maroe-Orega a Maroe-Tohio. Tito první mořeplavci dovezli na ostrov také prasata, kuřata a rozmanité rostliny a plodiny jako sladké brambory, jamy, taro, banány, cukrovou třtinu, toromiro, ibišek, maute a jiné.

### Společenská struktura
První ostrované byli rozděleni do 10 klanů, které žily v 16 osadách. Tyto vesnice byly založeny Hotu Matu'ou po příjezdu na ostrov. Jména nejvýznamnějšíců klanů byla: Miru (Fregatčí klan), který obýval sever ostrova, Marama (Měsíční klan); Haumoana (Pobřežní klan); Tupahotu (klan Tupa), který pravděpodobně ovládal lomy v Rano Raraku, Ureohei, Hamea, Kotu’u, Roca, Ngauré a další.
Podle legend, zaznamenaných misionáři roku 1860, měl ostrov původně přesně definovaný třídní systém v čele s ariki, náčelníkem, který měl na ostrově absolutní moc. Každý klan měl svého kněze (inetao), bojovníky (matatoa) a zemědělce a služebníky (mata kio).

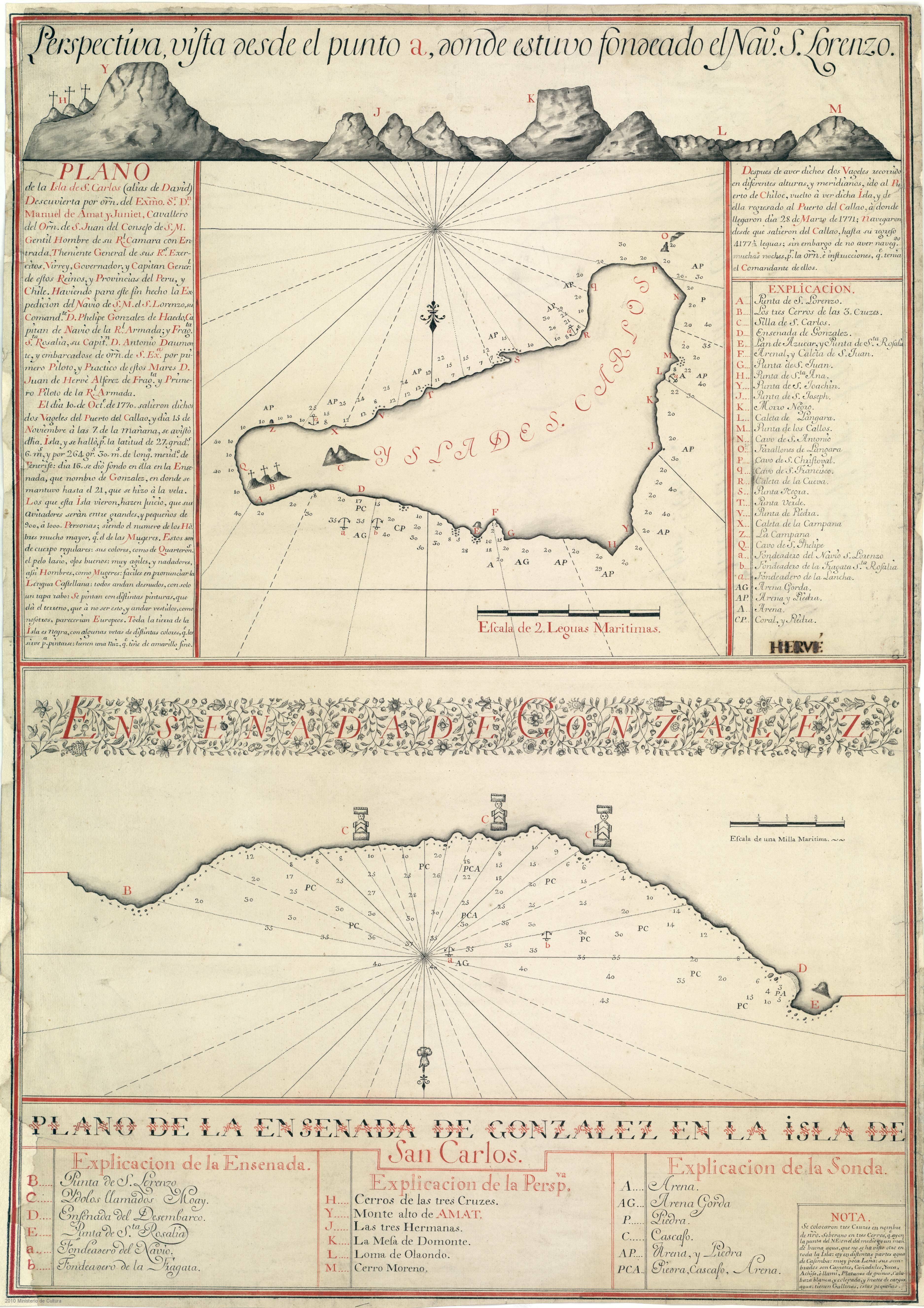
Mapa ostrova pořízená Felipem Gonzalez y Haedo roku 1772

### Konec mořeplavby
Jak populace rostla, rozdělila se na 11 klanů. Podobně jako jinde v Polynésii, vedl každý klan náčelník, a každý klan měl po čase svou elitu včetně kněží a své ceremoniální centrum. Protože obživa byla snadná, zbývalo spoustu času na rituál a stavění platforem ahu, sloužícím k pohřbům a uctívání předků. Na tyto platformy se pak začaly vztyčovat sochy moai. Sochy byly tesané v kráteru vyhaslé sopky Rano Raraku. Obsidiánové nástroje vystačily, ale práce šla pomalu. Hotová socha se pak musela dopravit k pobřeží na příslušnou platformu. Podle jedné teorie byl tento těžký úkol zvládnut pomocí velkých kmenů, sloužících jako válce a saně a také jako „jeřáby“ ke zdvižení soch na ahu. Podle teorie Pavla Pavla však mohli ostrované sochy dopravovat nastojato jejich rozkýváním pomocí lan, tento způsob by vyžadoval řádově méně lidí něž předchozí teorie předpokládaly.
Ježto vysoké palmy Jubaea byly používány také na stavbu kánoí, domků a rituálních center, všechny tyto stromy byly vykáceny nedlouho po roce 1400. Krysy se postaraly o to, aby zbylé ořechy nevyklíčily. Konec této palmy znamenal, že obyvatelé Velikonočního ostrova ztratili nejenom možnost lovit delfíny, ale také schopnost mořeplavby vůbec. Lidé Rapa Nui se sami úplně izolovali od ostatního světa. Genetické studie ukázaly, že Thor Heyerdahl se mýlil a krev ostrovanů byla jen polynéská. Ale existují doklady o tom, že se ostrované pouštěli (tedy v dobách, kdy ještě měli kánoe) na daleké cesty, patrně i do Jižní Ameriky.[zdroj?]

### Katastrofa
Není úplně jasné, kolik lidí žilo na ostrově v době největšího rozmachu, kolem roku 1550, snad kolem 12 000 (někteří archeologové tvrdí více, jiní méně), ale mohlo to být i 17 500. Ostrov ale mohl uživit jen 3000 lidí a ke kolapsu nemuselo dojít. Přestože ostrovní životní prostředí zřetelně trpělo,[zdroj?] tesání, transportování a stavění soch pokračovalo zrychleným tempem, sochy byly větší a větší, až nakonec v lomu byly vyrobeny i některé sochy, které byly úplně nesmyslně rozměrné, bez jakékoliv šance na postavení. Velkou úlohu v tomto kulturně sebevražedném chování údajně hrála řevnivost mezi klany. Podle některých vědců však archeologické nálezy spíše podporují spolupráci mezi klany. Ukazují také na postupný zánik a nikoli na kolaps zdejší civilizace.
Kolem roku 1600 se podařilo ostrovanům Rapa Nui zničit veškeré lesy ostrova. Kdysi tak úrodná půda se sesouvala a ztrácela se kvůli erozi. Nebylo z čeho stavět, na čem vařit. Studánky a potoky vyschly. Lidé vyhubili veškeré ostrovní ptáky, i hlemýždě. Bez papírových moruší nemohli už ani plést rybářské sítě. Začali žít v jeskyních a kamenných chyškách, vyhrabaných do svahů. Pak přišel hladomor, válka všech proti všem, i kanibalismus. Sochy moai byly navždy opuštěny, mnohé ještě v kráteru či na cestě.
Velikonoční ostrov je malý, dá se obejít během jednoho dne[zdroj?]. Ostrované viděli následky svého chování před sebou jako na dlani. Přesto však nebyli schopní zastavit svou ničivou činnost. Kamenní obři, symbolizující zkonzumování celého ostrova, byli pak zvandalizováni potomky těch, kteří je tak pracně vytvořili. Velká většina soch byla povalena a rozbita už v době, kdy Evropané začali navštěvovat ostrov.
Když byl ostrov objeven pro Evropany o Velikonocích roku 1722, to nejhorší už bylo za nimi, a ostrov i ostrované začínali pomalu regenerovat. Malé stromky ještě někde existovaly. Příchod bělochů však přinesl další katastrofy: většinu obyvatelstva zdecimovala v 19. století jak epidemie neštovic, tak otrokáři, kteří chytali domorodce pro práci v peruánských dolech. Ve 20. století byl ostrov pronajat jako ovčí farma a eroze půdy a ničení původní vegetace pokračovalo dále. Dnes je ostrov pokryt travnatou plání. Všechny původní druhy stromů jsou dnes vyhynulé (jen toromiro přežívá v anglických sklenících). Všechny druhy pozemních ptáků byly vyhubeny.

### První kontakty s Evropany

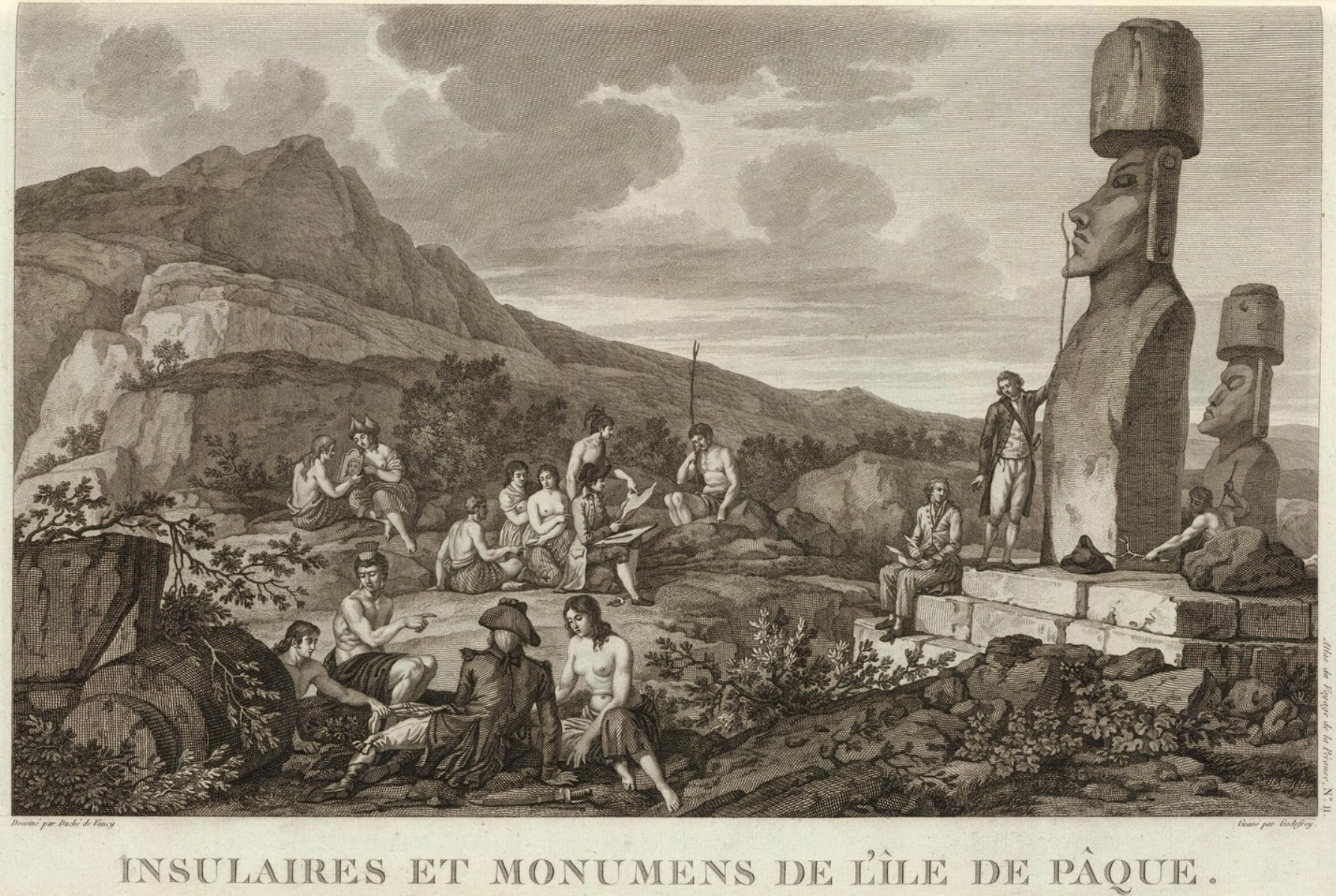
La Pérouse na Velikonočním ostrově roku 1786

- Španělský mořeplavec Álvaro de Mendaña de Neira (1567) nebo anglický bukanýr Edward Davis (1687) byli pravděpodobně první Evropané, kteří zřejmě zahlédli Velikonoční ostrov.[24]
- Prvním Evropanem, který vstoupil na ostrov, byl nizozemský admirál Jacob Roggeveen, který ostrov náhodně objevil při své průzkumné cestě, jejímž cílem bylo objevení Jižní země. Roggeveen přistál u ostrova o Velikonoční neděli 5. dubna 1722. Zaznamenal, že na ostrově žilo asi 2 000 až 3 000 obyvatel. Zaregistroval také přítomnost soch moai. Domníval se však, že jsou hliněné a výprava jim nevěnovala výraznou pozornost.
- Roku 1770 španělská expedice pod vedením kapitána Felipe González Ahedo připlula z Peru a vyhlásila nad ostrovem svrchovanost ve jménu krále Karla III. Tato expedice také jako první zmapovala ostrov.[25]
- James Cook navštívil Velikonoční ostrov na své druhé průzkumné výpravě. 13. března 1774 zakotvil u ostrova a setrval zde několik dní. Účastníkem této výpravy byl také přírodovědec Georg Forster, který jako první Evropan přivezl první vědecké údaje o ostrově.
- Roku 1786 se na ostrově zastavil francouzský mořeplavec Jean-François de La Pérouse. Tito mořeplavci již nalezli ostrovní obyvatelstvo zdecimované ekologickou katastrofou a kmenovými válkami.
- Roku 1805 připlula k ostrovu Nancy, americká loď lovců tuleňů. Posádka z ostrova unesla 10 mužů a 12 žen, aby na lodi vykonávali pomocné práce. Po odplutí byli domorodci svázáni. Po třech dnech, kdy byli zbaveni pout, všichni skočili do moře a plavali směrem k ostrovu. Přežil pouze jeden z nich.[25]

### Otroctví a epidemie
V 60. letech 19. století proběhla na ostrově řada událostí, které přivedly zbytky původní civilizace téměř k vyhubení. V prosinci 1862 připluli na ostrov lovci otroků. Během několika měsíců odvezli z ostrova okolo 1500 mužů a žen, tedy polovinu stávající populace, aby jako otroci pracovali v peruánských guánových dolech. Byl odvlečen i poslední rapa-nuiský král Maurata i s rodinou. Teprve zásah tahitského biskupa způsobil, že peruánská vláda dopravila několik přeživších otroků zpět na ostrov. Ze všech odvlečených domorodců se vrátilo na ostrov jen 15. Ti navíc přivlekli na ostrov nákazu neštovic. V době největšího rozšíření epidemie se ani nestačili pohřbívat mrtví. Zkázu domorodé populace završily klanové války o území, uvolněná po zemřelých. První křesťanský misionář Eugène Eyraud zavlekl roku 1867 na ostrov tuberkulózu, na kterou zemřela čtvrtina zbytku obyvatelstva. V roce 1877 měl ostrov jen 111 původních obyvatel.

### Novodobá historie
Roku 1888 připlula k ostrovu chilská loď Angamos a její kapitán Policarpo Toro vyhlásil nad ostrovem svrchovanost Chile. V té době žilo na ostrově 201 obyvatel.
Ostrov se stal chilskou kolonií a byl pronajat britské společnosti Williamson-Balfour pro chov ovcí. Veškeré obyvatelstvo ostrova bylo přesídleno do obce Hanga Roa a směli ji opouštět pouze na povolení.
Roku 1915 vypravila na ostrov britská archeoložka Katherine Routledge vědeckou expedici Mana, která systematicky zdokumentovala kulturu původního obyvatelstva.
Roku 1935 Chile deklarovalo Velikonoční ostrov jako národní park. Pronájem firmě Williamson-Balfourd byl ukončen teprve roku 1953. V 60. letech 20. století chilský kongres přijal zákon o právech obyvatel ostrova. Ostrované se stali plnoprávnými občany Chile. Podle tohoto zákona mohou být vlastníky půdy na ostrově pouze Rapa-nuici.
V roce 1967 bylo na ostrově dokončeno letiště Mataveri a zahájeno letecké spojení s Chile.
Roku 1996 byl ostrov zapsán do seznamu Světového dědictví UNESCO.

## Kultura a umění

### Ahu a sochy moai

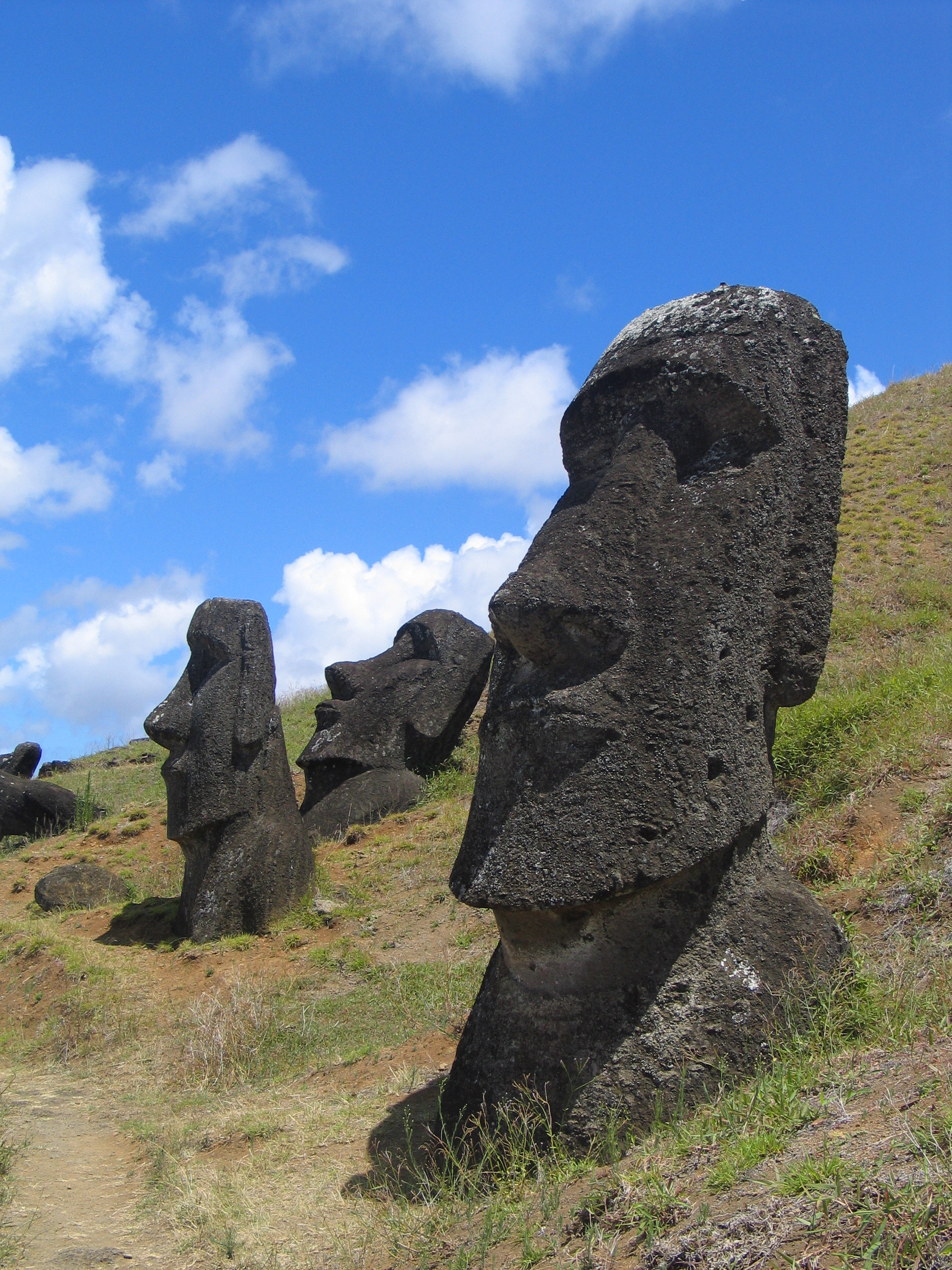
Moai-sochy

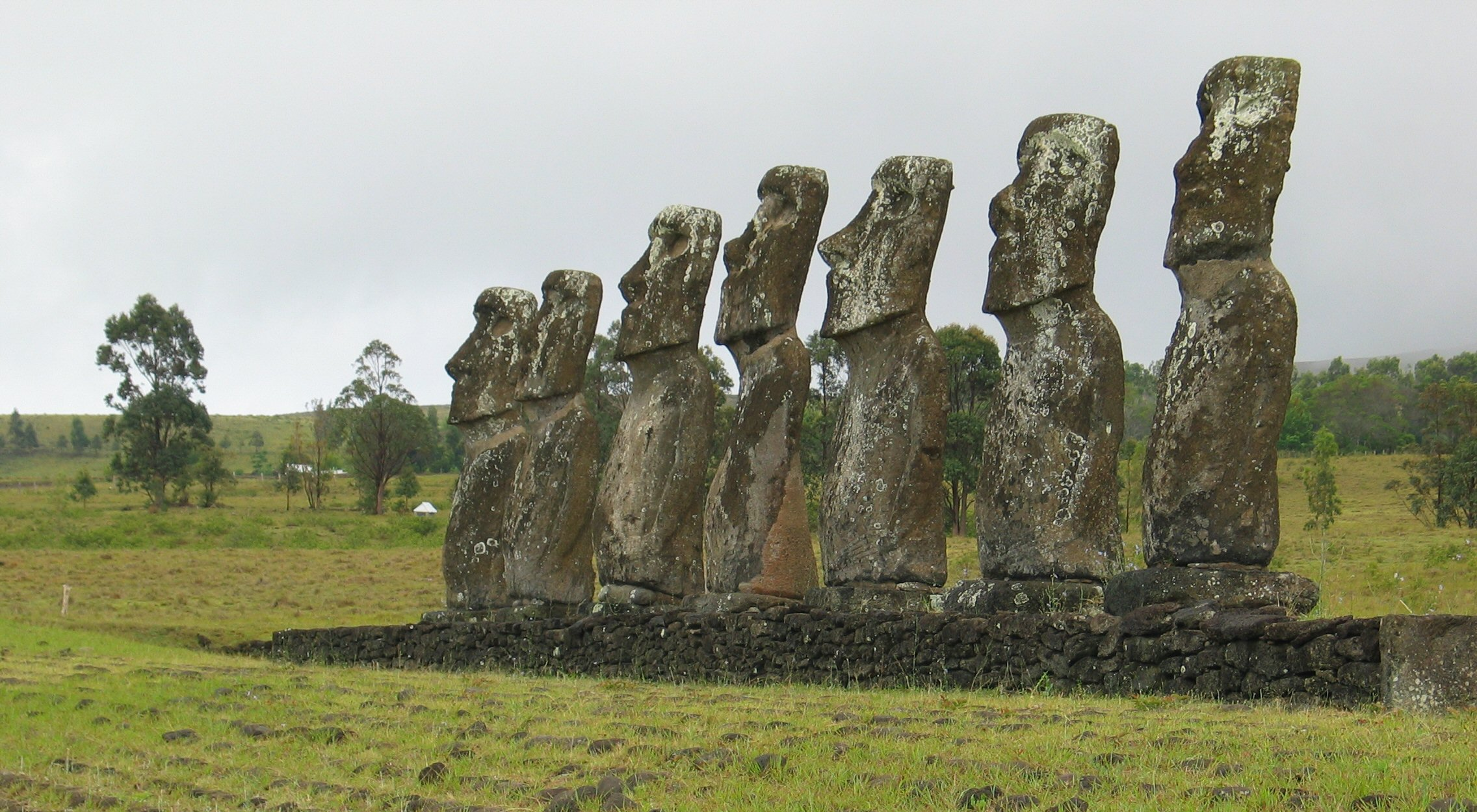
Těchto sedm moai na Ahu Akivi jsou jako jediní tváří k oceánu

Díky sochám moai je ostrov světoznámý. Je známo, kde sochy vznikly. V lomu na úpatí kráteru Rano Raraku dokonce ještě mnoho nedokončených a od skály ne zcela oddělených moai leží. Celkem jich Rapanujci vztyčili asi 300. Mnohem víc jich však zůstalo v lomu nebo na cestě na své kamenné plošiny ahu, z nichž měly shlížet do vnitrozemí ostrova. Dnes stojící moai byly znovu vztyčeny během 20. století. Většina moai je asi 3,5 m vysoká, najdou se však i takové, které měří až 12 m a váží až 90 tun.
Kromě neobvyklého tvaru – nemají nohy, tělo je jen naznačeno a nejpropracovanější je hlava – na některých moai se nachází klobouk pukao z červené horniny. Podle nejvíce přijímané teorie nejde o klobouk, ale styl účesu, který se na Rapa Nui nosil v dobách vzniku soch.
Moai patřily kdysi mezi světové záhady. V současné době je ale jasné, že jsou úzce spřízněné s podobnými tradicemi kultu předků rozšířených v Polynésii. Americký archeolog Kirch píše: „Ideologie je mnohem vlivnější, když je možno ji konkrétně projevit prostřednictvím symbolicky nabité architektury a objektů. Velká většina monumentální architektury společností Oceánie byla vystavěna přesně pro tento účel. Tonžské hrobky langi, sochové chrámy Velikonočního ostrova, havajské svatyně heiau a pohřební ostrůvky Nan Madol - všechny připomínají mocnou roli ideologie v legitimizaci sociopolitické struktury.“
Problematikou historie Velikonočního ostrova a sochami Moai se velice úspěšně zabýval český vědec Pavel Pavel, který objasnil záhadu, jak mohli obyvatelé ostrova tak těžké sochy zvednout, a do dneška je za to světově velice uznáván.
Studie Roberta J. DiNapoliho a kol. naznačuje korelaci umístění soch a přítomnosti zdrojů vody.

### Petroglyfy

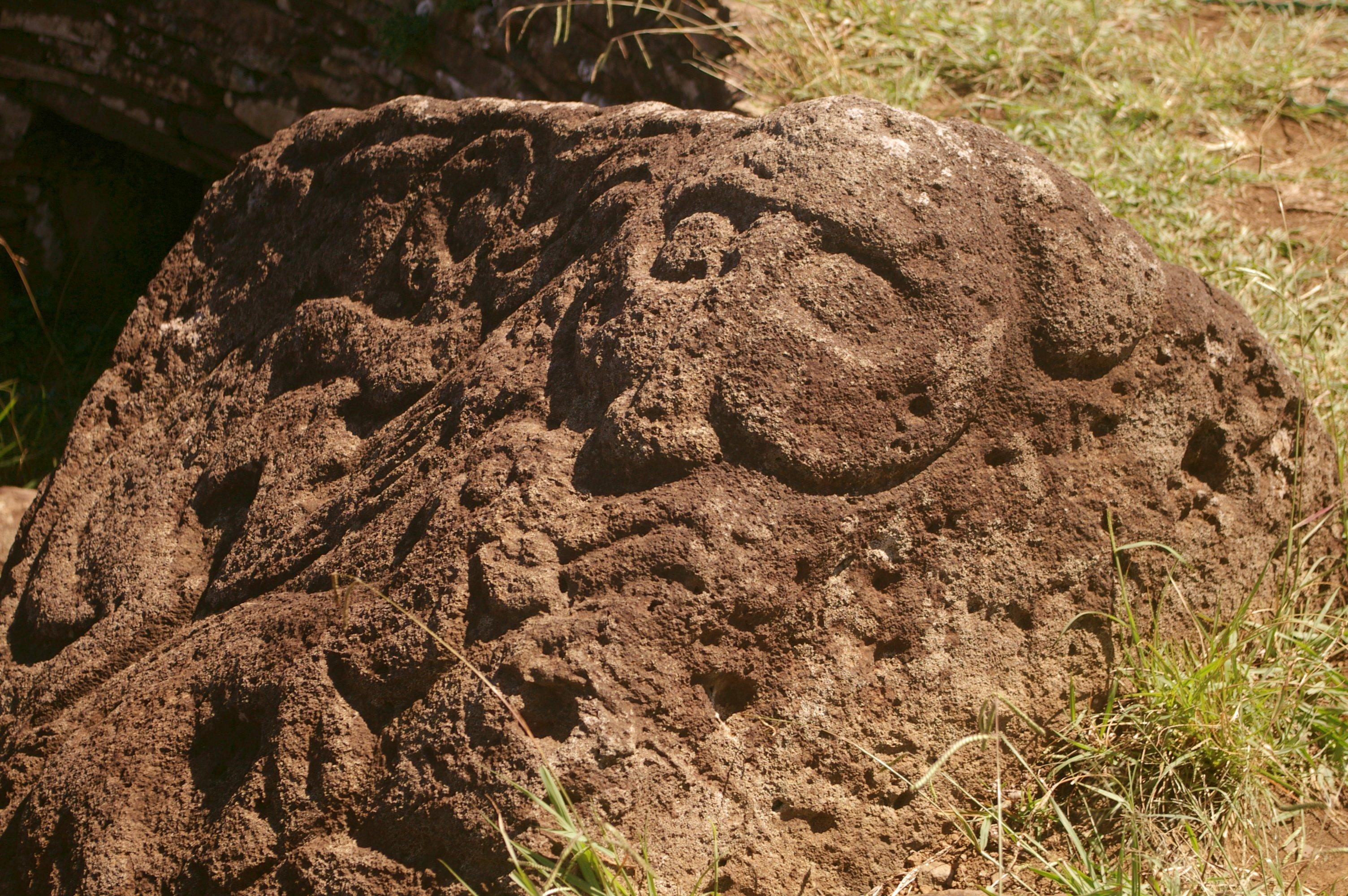
Makemake a dva Ptačí muži. Petroglyf vytesaný do sopečné škváry.

Na Velikonočním ostrově je největší kolekce petroglyfů v celé Polynésii. Na ostrově se nalézá zhruba 1000 lokalit, kde se vyskytují petroglyfy a celkem je zdokumentováno více než 4000 jednotlivých petroglyfů. Tesání petroglyfů mělo často náboženské, jindy i praktické důvody, jako např. označení teritoria či zaznamenání důležité události. Obrazy vytesané v horninách na Velikonočním ostrově mají jak náboženské motivy, jako je tomu např. v oblasti Oronga, kde se nachází celá řada petroglyfů spjatých s kultem Ptačího muže a boha Tangata manu, tak i motivy z běžného života. Existují vyobrazení ryb, mořských želv i vulvy.

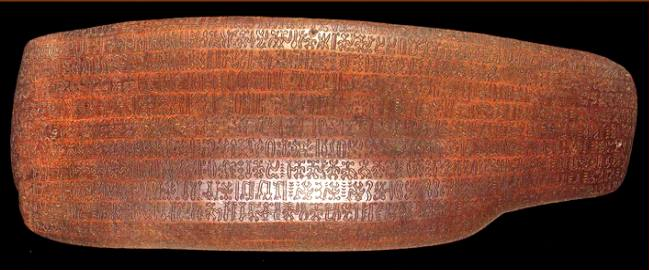
Rongorongo text B. Tabulka s textem rongorongo, známá také jako Aruku kurenga. Střed až konec devatenáctého století, Velikonoční ostrov. (Sbírka Congregazione dei Sacri Cuori, Řím.)

### Rongorongo
Rongorongo je systém doposud nerozluštěných glyfů, objevený Evropany na Velikonočním ostrově v 19. století. První zprávu o písmu Rongorongo podal roku 1864 francouzský misionář Eugène Eyraud. V té době již napsanému písmu jen částečně rozumělo pouze několik ostrovanů. Toto písmo používala pouze malá část původní populace, a to privilegovaná skupina kolem vládnoucí rodiny. Po odvezení královské rodiny do otroctví a zdecimování obyvatelstva byla znalost písma Rongorongo ztracena. Znaky se navzdory množství pokusů dosud nepodařilo rozluštit. Až na několik glyfů vytesaných do kamenů jsou všechny nalezené znaky vyřezány do dřevěných tabulek. Do současné doby se v rozličných muzeích po celém světě dochovalo 26 tabulek s písmem Rongorongo. Na Velikonočním ostrově nezůstala jediná.

### Rei-miro

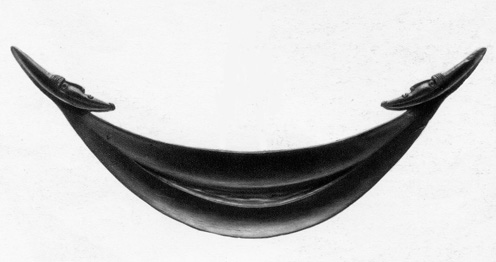
Rei-miro, se stylizovanými lidskými hlavami na obou koncích.

Rei-miro je dekorativní předmět ve tvaru půlměsíce, kterým se zdobily ženy z Velikonočního ostrova. Rei-miro znázorňuje polynéskou kánoi. Každý konec ozdoby je ukončen stylizovanými lidskými hlavami. Vnitřní strana ozdoby obsahuje prohlubeň, vyplněnou pudrem vyrobeným z mořských ulit. Tento dekorativní předmět je v různých podobách znám i z jiných polynéských ostrovů, dvě lidské hlavy se však nacházejí pouze na Rei-miro z Velikonočního ostrova. Obraz Rei-mira je také na vlajce Velikonočního ostrova.

### Kult Ptačího muže
Není jasné, zda kult Ptačího muže existoval už za dob stavění soch; zanikl kolem roku 1867. Snad skupina militantních vůdců nazývaných matatoa přinesla nový kult, který nahradil původní kult boha Make-make. Tangata manu, kult Ptačího muže, vyvrcholil každoroční soutěží o získání prvního vejce ptáka manutara, rybáka černohřbetého (Sterna fuscata), z ostrůvků Motu Nui, nalézajících se v blízkosti jihozápadního mysu Velikonočního ostrova. Soutěžící museli překonat průliv plný žraloků, oddělující ostrůvky, nalézt ptačí vejce, vrátit se zpět a na ostrově na závěr vyšplhat útesy před vesnicí Orongo. Vítěz získal titul „Ptačí muž roku“. Tento muž a jeho rodina pak měli po dobu jednoho roku kontrolu nad obchodní distribucí na ostrově. Kult Ptačího muže je doložen i archeologickými nálezy. Na útesech v okolí Oronga byly nalezeny petroglyfy Ptačího muže. Někteří odborníci si myslí, že kult Ptačího muže byl částí snahy zbylých ostrovanů o kulturní obnovu.

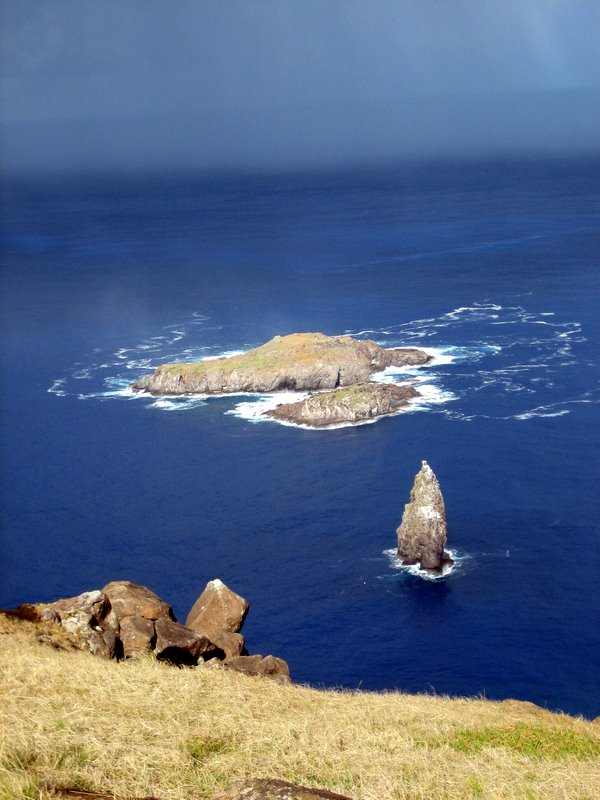
Ostrůvky Moto Nui, centrum kultu Ptačího muže

### Dřevořezba
Původní obyvatelstvo ostrova mělo rozvinuté umění dřevořezby. Do našich dob se dochovalo několik dřevěných figurek lidských postav či zvířat. Figurky měly často důležitý náboženský význam. Mezi nejznámější dřevořezby patří lidské postavy s vystouplými žebry, používané v rituálech plodnosti. Existují ve dvou typech: moai kavakava (muž) a moai peapea (žena). Materiálem pro dřevořezbu bylo dřevo stromu toromiro. Na některých figurkách se nachází texty písma rongorongo.

### Tetování

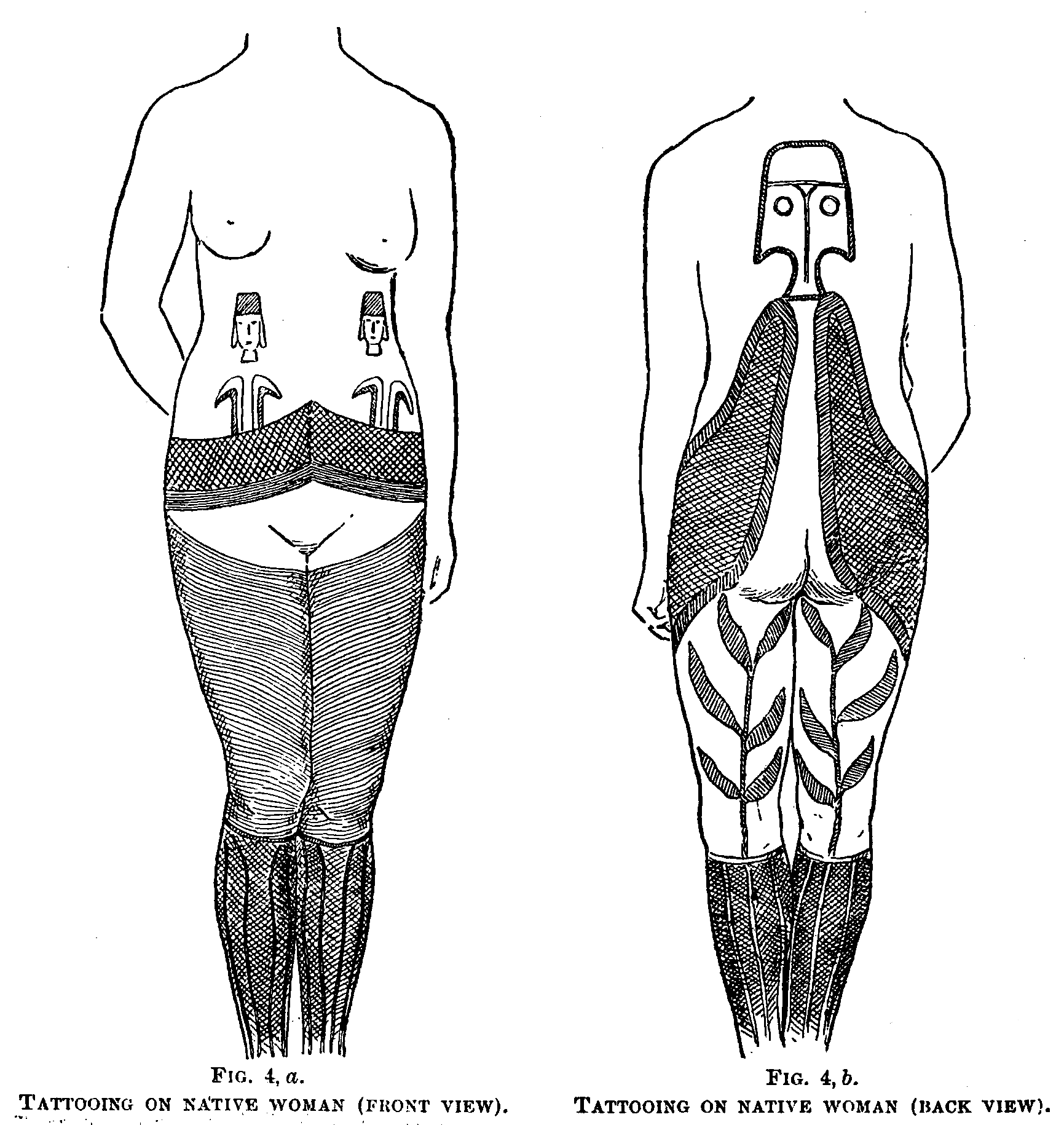
Tetování na těle ženy, Velikonoční ostrov, William J. Thompson, 1891

Rapa-nuici běžně zdobili svá těla tetováním. Tetované obrazce nevycházely z jednotných vzorů, ale vzájemně se značně lišily. Často byly omezovány pouze fantazií a schopnostmi umělce. Tetováni byli jak muži, tak ženy, avšak u žen pokrývalo tetování obvykle větší část těla a bylo propracovanější než u mužů. Tetovací barva se získávala spalováním listů rostliny zvané ti. Popel byl pak zvlhčen šťávou z bobulí zvaných poporo. Jako tetovací nástroj sloužila kost, často rybí, zaostřená v hrot, kterým se propichovala pokožka.

### Film
- Rapa Nui - střed světa (Rapa Nui), USA 1994, Režie: Kevin Reynolds, Produkce: Kevin Costner, Hrají: Jason Scott Lee, Esai Morales, Sandrine Holt, Zac Wallace, Eru Potaka-Dewes
- Ztracení Bohové Velikonočního Ostrova (The Lost Gods of Easter Island), Velká Británie 2000, Režie: Kate Broome, Hrají: David Attenborough